# Champion Air
Champion Air — колишня авіакомпанія Сполучених Штатів Америки зі штаб-квартирою в Блумінгтоні (Міннесота), яка працювала у сфері чартерних пасажирських перевезень за контрактами з туристичними операторами, спортивними командами та договорами з державними установами.
Портом приписки авіакомпанії і її головним транзитним вузлом (хабом) був міжнародний аеропорт Міннеаполіс/Сент-Пол, як вторинний хаб перевізник використав міжнародний аеропорт Денвер і міжнародний аеропорт Маккаран в Лас-Вегасі.
Аж до свого банкрутства 31 травня 2008 року Champion Air була одним з основних підрядників федеральної системи перевезень укладених Міністерства юстиції США (англ. Justice Prisoner and Alien Transportation System).

## Історія
Авіакомпанія MGM Grand Air була заснована в 1987 році як дочірнє підприємство холдингу MGM Mirage і почала операційну діяльність у вересні того ж року. Компанія робила наголос на чартерні перевезення клієнтів на літаках Douglas DC-8 і Boeing 727 з VIP-компоновками пасажирських салонів, а також запустила регулярний рейс між міжнародним аеропортом Лос-Анджелеса і нью-йоркським міжнародним аеропортом імені Джона Кеннеді на літаку, що мав один пасажирський салон першого класу. Штаб-квартира авіакомпанії розташовувалася в місті Ель-Сегундо (Каліфорнія).
До 1994 року у бізнесменів і багатих знаменитостей намітилася тенденція користуватися невеликими реактивними лайнерами бізнес-авіації, тому число замовлень MGM Grand Air неухильно йшло на спад. У липні 1995 року операційний сертифікат авіакомпанії MGM Grand Air придбала невелика туристична компанія з Ідайни (Міннесота), після чого офіційна назва перевізника було змінено на Champion Air, а діяльність компанії переорієнтована на виконання замовлень на перевезення спортивних команд та їх вболівальників по численних спортивних змагань. У повітряному флоті авіакомпанії при цьому були залишені тільки літаки класу Boeing 727.
У березні 1997 року Champion Air придбав власник професійного бейсбольного клубу Міннесота Твінс і співвласник магістральної авіакомпанії Northwest Airlines (NWA) Карл Полед. Штаб-квартира перевізника була перенесена в місто Міннеаполіс, аеропорт якого знаходився один з головних хабів NWA, після чого Champion Air замінив колишнього партнера магістрала, авіакомпанію Sun Country Airlines, на регіональних напрямах в хабі Міннеаполіса. До 2003 році п'ятьох топ-менеджерів компанії завершили угоди за повного викупу всієї власності Champion Air, тим самим повністю отримавши контроль над авіакомпанією.
Влітку 2007 року керівництво перевізника повідомило про те, що всі регіональні перевезення до 2008 року будуть переведені з обслуговування Champion Air в операційне управління NWA, що стало серйозним ударом по фінансовій діяльності авіакомпанії, оскільки на дані маршрути доводилося 75-80 відсотків усіх здійснюваних рейсів. У січні 2008 року стало відомо про те, що контракт на транспортне обслуговування тринадцяти професійних команд Національної баскетбольної асоціації так само буде переданий у Northwest Airlines.
31 березня 2008 року президент і генеральний директор Champion Air Чи Стіл повідомив про припинення з 31 травня того ж року всіх польотів і про зупинку всієї операційної діяльності авіакомпанії у зв'язку, за його словами, з високою вартістю палива і неефективним парком повітряних суден, що складається з застарілих лайнерів Boeing-727-200. «Наша бізнес-модель не є конкурентноздатною при вартості нафти в 110 доларів за барель», — заявив Лі Стіл в інтерв'ю кореспондентам ЗМІ.

## Флот
Станом на березень 2007 року повітряний флот авіакомпанії Champion Air складали наступні літаки:
- Boeing-727-200 — 6 од. Салон кожного літака скомпонований з 56 пасажирських місць рівня бізнес-класу
- Boeing-727-200 — 10 од.